# جون هاي
جون ميلتون هاي (بالإنجليزية: John Milton Hay)‏ (8 أكتوبر 1838 – 1 يوليو 1905) هو رجل دولة ومسؤول أمريكي امتدت مسيرته السياسية لما يقرب من نصف قرن. بدأ هاي عمله كسكرتير خاص ومساعد للرئيس أبراهام لينكون، وكان أرفع منصب له هو وزير الخارجية في زمن رئاسة ويليام ماكينلي وتيودور روزفلت. وكان هاي أيضا مؤلفا وكاتب سير، وكتب الشعر وأشكال الأدب الأخرى طوال حياته.
ولد هاي في ولاية إنديانا لعائلة مناهضة للعبودية وانتقلت إلى إلينوي عندما كان صغيرا، وأظهر إمكانات كبيرة وأرسلته أسرته إلى جامعة براون. بعد التخرج في عام 1858، قرأ هاي القانون في مكتب عمه في سبرينغفيلد، إلينوي المتاخمة لبلدة لينكون. عمل هاي في حملة لينكون الرئاسية الناجحة وأصبح أحد أمنائه الخاصين في البيت الأبيض. وكان مقربا من لينكون خلال الحرب الأهلية، ووقف بجانب فراشه بعد أن أطلق عليه النار في مسرح فورد. وبالإضافة إلى أعماله الأدبية الأخرى، شارك هاي مع جون جورج نيكولاي في تأليف سيرة من عدة مجلدات لأبراهام لنكون والتي ساعدت في تشكيل الصورة التاريخية للرئيس المغتال.
بعد وفاة لينكون، قضى هاي عدة سنوات في المناصب الدبلوماسية في أوروبا، ثم عمل في صحيفة نيويورك تريبيون تحت إدارة هوراس غريلي و وايتلو ريد. إلا أن هاي ظل نشطا في السياسة، وشغل منصب مساعد وزير الخارجية من 1879 إلى 1881. بعد ذلك ظل في القطاع الخاص حتى عهد الرئيس ماكينلي، وكان هاي من كبار داعميه، والذي عينه سفيرا للبلاد في المملكة المتحدة في عام 1897. أصبح هاي وزير الخارجية في العام التالي.
خدم هاي لسبع سنوات تقريبا كوزير للخارجية في عهد الرئيس ماكنلي، ثم في عهد تيودور روزفلت بعد اغتيال ويليام ماكينلي. كان هاي مسؤولا عن التفاوض على سياسة الباب المفتوح مع القوى الدولية، والتي أبقت الصين مفتوحة للتجارة مع جميع البلدان على قدم المساواة. كما تفاوض على معاهدة هاي-بونسفوت مع المملكة المتحدة، والتي أفضت إلى معاهدة هاي-هيران مع كولومبيا، وأخيرا معاهدة هاي بونو فاريا مع جمهورية بنما المستقلة حديثا، وكلها مهدت الطريق أمام بناء قناة بنما.

## روابط خارجية
- جون هاي على موقع الموسوعة البريطانية (الإنجليزية)
- جون هاي على موقع ميوزك برينز (الإنجليزية)
- جون هاي على موقع إن إن دي بي (الإنجليزية)